# Tania Lizardo
Tania Lizardo  (León, Guanajuato, Mexikó, 1989. október 10. –) mexikói színésznő.

## Élete és pályafutása
1989. október 10-én született Leónban. Karrierjét 2009-ben kezdte a Mujeres asesinasban. 2011-ben Maripazt alakította a Megkövült szívekben. 2012-ben Melisa szerepét játszotta a Menekülés a szerelembe című sorozatban. 2013-ban megkapta Marianela szerepét a Por siempre mi amor című telenovellában.

## Filmográfia

### Telenovellák
| Év        | Eredeti Cím                      | Cím                    | Szerep                            | Magyar hang       |
| --------- | -------------------------------- | ---------------------- | --------------------------------- | ----------------- |
| 2011      | Ni contigo ni sin ti             |                        |                                   |                   |
| 2011–2012 | La que no podía amar             | Megkövült szívek       | Maripaz                           |                   |
| 2012      | Un refugio para el amor          | Menekülés a szerelembe | Melissa San Emeterio Fuentes-Gil  | Lamboni Anna      |
| 2013-2014 | Por siempre mi amor              |                        | Marianela Arenas                  |                   |
| 2015      | Lo imperdonable                  | Veronica aranya        | Blanca "Blanquita" Arroyo Álvarez | Sipos Eszter Anna |
| 2016      | Simplemente María                | María                  | Magdalena Flores Ríos             | Hermann Lilla     |
| 2017      | El vuelo de la Victoria          |                        | Usumacinta "Cinta"                |                   |
| 2017      | La doble vida de Estela Carrillo |                        | Ernestina "Nina" Tinoco           |                   |
| 2020      | Rubí                             | Rubí visszatér         | Cristina Pérez Ochoa              | Czető Zsenett     |
| 2020–2021 | La mexicana y el güero           |                        | Zulema Gutiérrez                  |                   |
| 2021–2022 | Contigo sí                       |                        | Luz                               |                   |

### Film
- Viaje de generación

### Sorozatok
- Nueva vida (2013)
- Como dice el dicho (2011-2012)
- Mujeres asesinas (2009) "María, pescadora"

## Díjak és jelölések
TVyNovelas-díj
| Év   | Kategória               | Telenovella            | Eredmény |
| ---- | ----------------------- | ---------------------- | -------- |
| 2013 | Legjobb női felfedezett | Menekülés a szerelembe | Jelölés  |